# Endangered Languages Project
L'Endangered Languages Project (ELP) és una col·laboració mundial entre organitzacions lingúístiques indígenes, lingüistes, institucions d'educació superior i socis clau de la indústria per reforçar les llengües en perill. La base del projecte és un lloc web, que es va llançar el juny del 2012.

## Història
L'ELP es va llançar el juny de 2012 amb la intenció de ser una "font d'informació completa i actualitzada sobre les llengües del món en perill", segons el director del Catalogue of Endangered Languages (ELCat), Lyle Campbell, professor de lingüística del Manoa College of Languages, Linguistics and Literature. Va expressar que el "... Catàleg és necessari per donar suport a la documentació i la revitalització de les llengües en perill d'extinció, per informar el públic i els acadèmics, per ajudar els membres de grups les llengües en perill i cridar l'atenció sobre les llengües més necessita una conservació crítica." Per exemple, l'organització classifica la llengua canadenca métis michif com en perill crític a causa de la disminució del nombre de parlants fluïts.

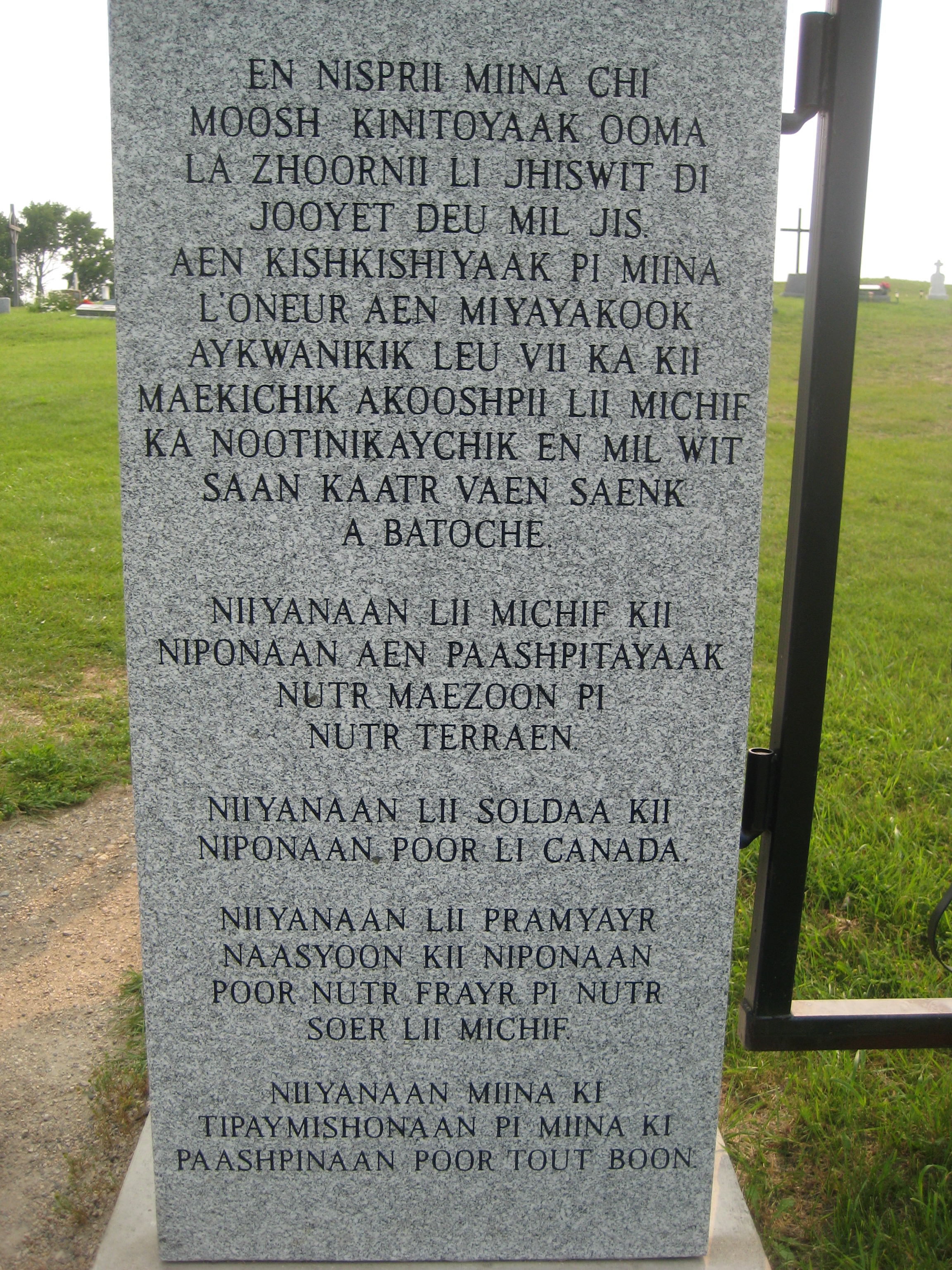
Un exemple de michif en un gravat a Batoche (Saskatchewan)

Hi va haver quatre socis fundadors que van supervisar el desenvolupament i el llançament del lloc web:
- First Peoples' Cultural Council[4]
- Universitat de Michigan Oriental
- Universitat de Hawai‘i a Mānoa Departament de Lingüística
- Google.org, braç filantròpic de Google[5]

## Objectiu del projecte
Els objectius de l'ELP són fomentar l’intercanvi d’informació relacionada amb els idiomes en risc i accelerar la investigació i documentació lingüística en perill, per donar suport a les comunitats dedicades a protegir o revitalitzar les seves llengües. Els usuaris del lloc web tenen un paper actiu en posar els seus idiomes en línia enviant informació o mostres en forma de text, àudio, enllaços o fitxers de vídeo. Un cop penjats al lloc web, els usuaris poden etiquetar els enviaments per categoria de recursos per garantir que es poden cercar fàcilment. Les categories de recursos actuals inclouen:
1. Investigació lingüística i de la llengua
2. Dinamització lingüística
3. Materials lingüístics
4. Educació lingüística
5. Promoció i sensibilització lingüística
6. Llengua, cultura i art
7. Llenguatge i tecnologia
8. Mitjans

Els idiomes inclosos al lloc web i la informació que es mostra sobre ells els proporciona el Catalogue of Endangered Languages (ELCat), desenvolupat pels departaments de lingüística de la Universitat de Hawai‘i a Mānoa i Universitat de Michigan Oriental. L'objectiu del catàleg és millorar contínuament. Tot i que el catàleg va començar amb publicacions existents, l’ELP va buscar experts per omplir entrades incompletes i corregir els errors. Es recomana als usuaris que tinguin coneixements sobre un idioma específic adequat per a ELCat i se'ls encoratja a enviar informació millor o l'enviament d'una entrada d’idioma en particular. El lloc web de l'organització també ofereix un mapa interactiu presentant l'origen d'aquests idiomes arreu del món.

## Èxit i troballes del projecte
Des de 2020, l'ELP ha catalogat més de 3000 llengües en perill d'extinció a la seva ElCat que abasten 180 països/territoris d'arreu del món. Alguns d’aquests idiomes són el nubià, gaèlic irlandès, orok, gal·lès, llengua de signes sueca i boruca. Només a Austràlia hi ha catalogades 360 llengües en perill d'extinció. L'ELP afirma que "més del 40% dels aproximadament 7.000 idiomes a tot el món corren el perill d'extingir-se".

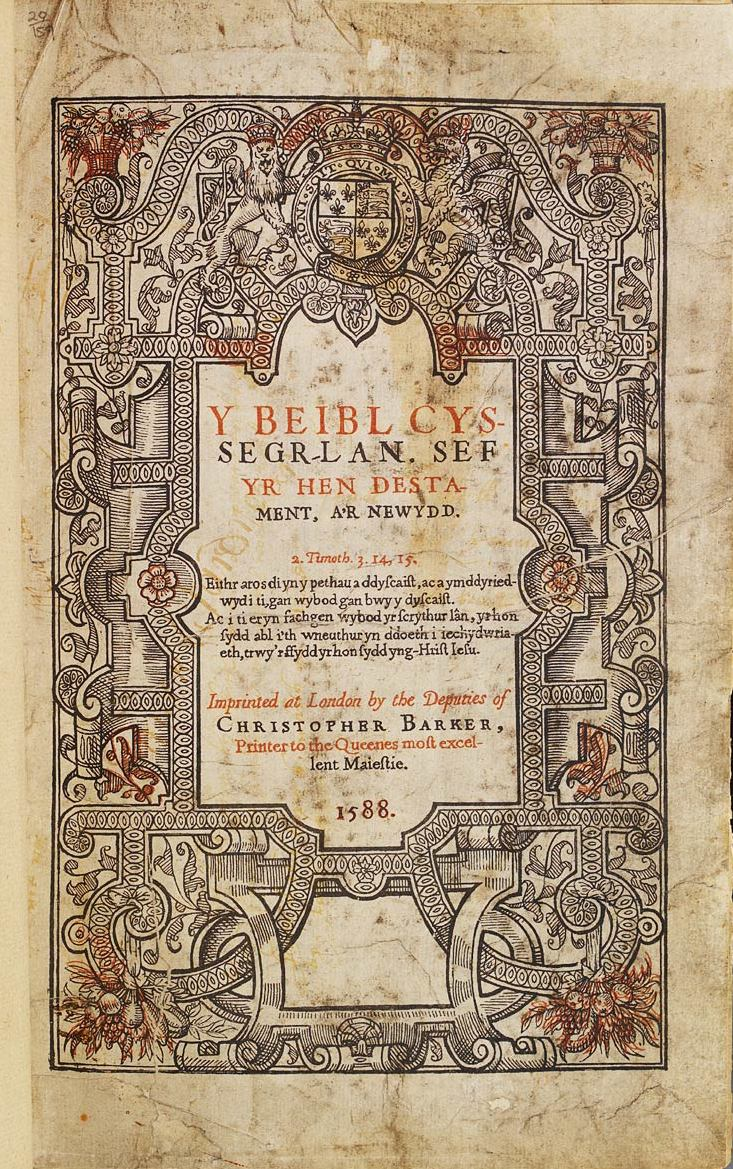
La primera bíblia en gal·lès del 1588

## Antecedents i personal

### Jerarquia de lideratge i organització
El selecte grup de professionals convidats forma el Consell de Govern i el Comitè Consultiu que supervisen l’organització. Actualment, el Consell de Govern té onze membres, inclosos Lyle Campbell i Oliver Loode, i el comitè assessor compta amb vuit membres amb una àmplia gamma d’experiència i ocupació, inclosos grups de recerca lingüística, universitats i Google.

### Consell de Govern
El Consell de Govern actiu té delegats dels Estats Units, Canadà, Austràlia, Índia, Camerun i Països Baixos és responsable de la gestió del lloc web, supervisió dels esforços de divulgació i planificació a llarg termini del projecte.

### Associacions
A més de les organitzacions governamentals esmentades anteriorment, a través del lloc web es forma la coalició mundial d’organitzacions que treballen per enfortir i preservar les llengües en perill d’extinció. Aquest grup es coneix com l'Aliança per la Diversitat Lingüística. Aquest grup s'associa amb Google per executar l'Endangered Languages Project.